# Triptykon (album)
Triptykon è un album in studio del sassofonista norvegese Jan Garbarek, pubblicato nel 1973.

## Tracce
1. Rim – 10:33
2. Selje – 2:16
3. J.E.V. – 7:28
4. Sang – 2:45
5. Triptykon – 12:46
6. Etu Hei! – 2:20
7. Bruremarsj – 4:13

## Formazione
- Jan Garbarek – sassofono tenore, sassofono basso, sassofono soprano, flauto
- Arild Andersen – contrabbasso
- Edward Vesala – percussioni